# Altjira
Altjira è, secondo la tribù Aranda dell'Australia Centrale, una divinità che rappresenta il "padre del cielo". Altjira è venerato alla stessa stregua di Alchera, il Dio del "sogno tempo". Altjira dopo aver creato la Terra si ritirò verso l'alto dei cieli dove ora è indifferente alle sorti dell'umanità. Egli è rappresentato come un uomo con i piedi di un Emù, mentre sua moglie e le figlie hanno i piedi da cane. È Chiamato anche "l'abitante del cielo" o il "padre di tutto".